# Челно-Вершины
Челно-Вершины (чув. Чаллӑпуҫ) — село в Самарской области, административный центр Челно-Вершинского района. Расположено на берегу реки Челна при железнодорожной станции Челна (на линии Ульяновск — Бугульма).
Также является административным центром Сельского поселения Челно-Вершины.

## История
Основано в конце XIX века при строительстве железной дороги. 
Село присутствует на карте картографа Ивана Афанасьевича Стрельбицкого "Европейская Россия" 1871 года.
Основано чувашами в конце XVIII в. В XIX – начале XX в. относилось к Сиделькинской волости Чистопольского уезда. С начала XIX в. – чувашско-русское селение (1816 г. – 30% населения составляли русские ясачные крестьяне, приписанные к Вознесенскому горному заводу, в 1834 г. – 33%). Основное население – русские, чуваши (21%), татары, мордва. Население в XVIII-XIX вв. – государственные крестьяне. В 1890 г. открыта школа грамоты, с 1931 г. она стала общеобразовательной. В конце XIX в. при строительстве ж/дороги Уфа-Симбирск был основан полустанок «Челна» (современная ж/д станция). 

## Население
| 1959 | 1970  | 1979  | 1989  | 2002  | 2010  | 2021  |
| ---- | ----- | ----- | ----- | ----- | ----- | ----- |
| 4136 | ↗4786 | ↗5656 | ↗6531 | ↘6062 | ↘5747 | ↘5519 |

Численность населения: 1795 – 165 д.м.п., 1816 – 645 чел., 1834 - 927 чел., 1850 – 851 чел., 1859 – 940 чел., 1897  - 1236 чел., 1910 – 1783, 1929 – 1859, 1989 – 6426 чел., 2002 – 6062 чел., 2005 – 5848 чел.